# 迪蘭·摩爾
迪蘭·史考特·摩爾（英語：Dylan Scott Moore，1992年8月2日—），為美國職棒大聯盟的工具人，目前效力於西雅圖水手。

## 職業生涯

### 德州遊騎兵
2015年美國職棒大聯盟選秀，遊騎兵在第7輪198順位選進摩爾。 2016年，他在小聯盟繳出2成44的打擊率，並在8月登上高階1A。

### 亞特蘭大勇士
2016年8月24日，遊騎兵將摩爾交易到勇士，並從馬林魚獲得傑夫·法蘭庫爾。該年他在小聯盟繳出2成69的打擊率，並敲出14轟與42次盜壘成功。隔年他的打擊率為2成07，並敲出7轟與42分打點。他在2018年3月30日被球隊釋出。

### 密爾瓦基釀酒人

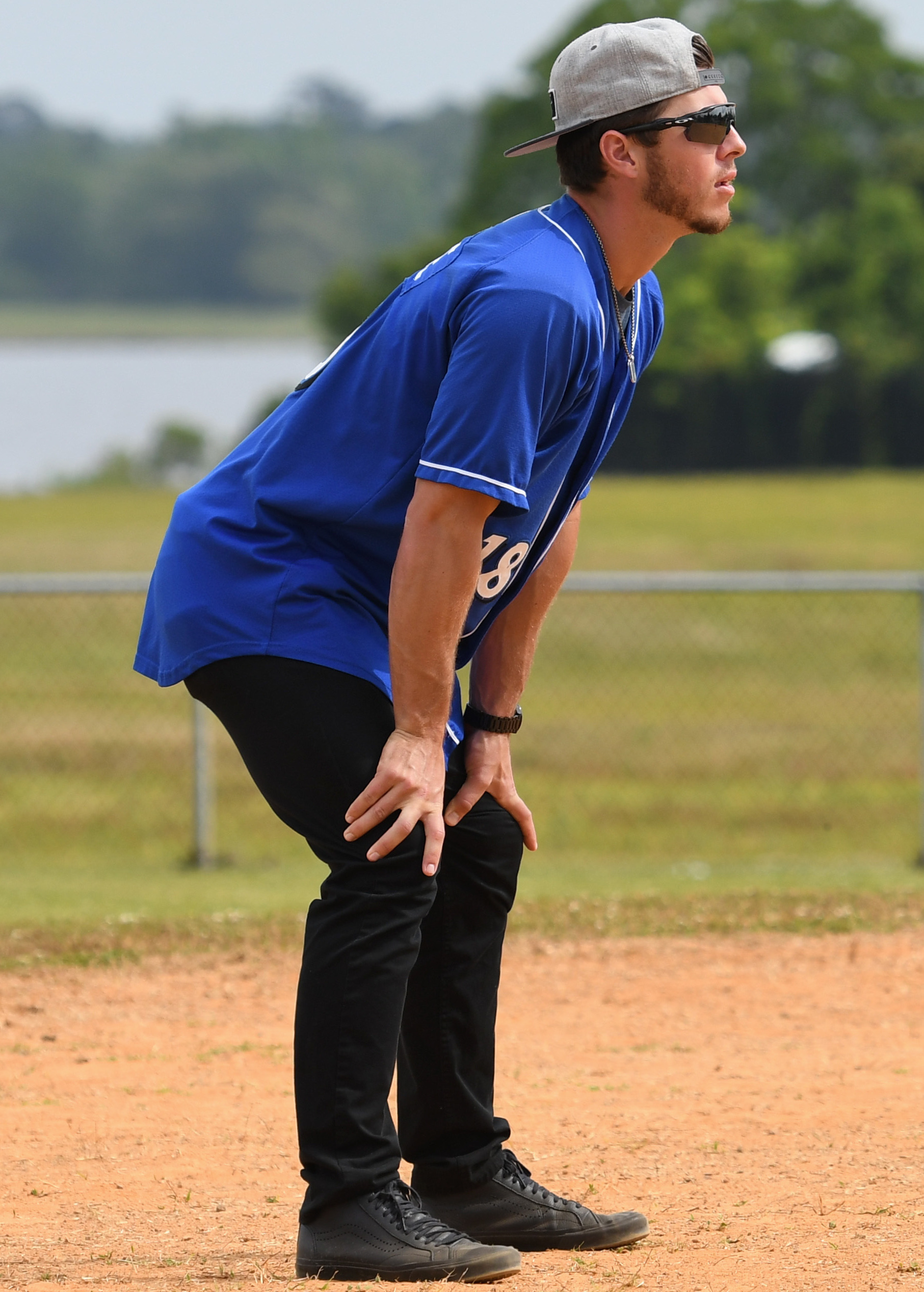
2018年的摩爾

2018年4月6日，摩爾加盟釀酒人。他在2A開季，並在5月升上3A。該年他的打擊率為2成99，並敲出14轟與58分打點。他還入選3A明星賽，球季結束後他成為自由球員。

### 西雅圖水手
2018年11月9日，摩爾加盟水手。他在2019年入選大聯盟開季名單，整季他繳出2成06的打擊率，並敲出9轟與28分打點。
2020年，摩爾開始站穩大聯盟。該年他的打擊率為2成55，9月22日，他被觸身球打中頭部，導致賽季提前關機。
2021年7月26日，水手從0比7落後一路狂追，最後摩爾在8局下敲出致勝滿貫砲，幫助球隊11比8逆轉勝。摩爾事後也表示這一轟是他人生中最精采的一刻。不過這年他的打擊率僅有1成81，並敲出12轟與43分打點。
2022年，摩爾表現回穩，整季繳出2成24的打擊率，並敲出6轟與24分打點。他的OPS+為122，超越聯盟平均。水手也在這年久違闖進季後賽，不過摩爾在季後賽僅敲出1支安打，最後水手在分區賽被淘汰。
2023年2月1日，摩爾與水手續簽3年887萬5千美元的延長合約。他一直到6月才重返大聯盟。但他回歸第一個月的打擊率僅有0成37。所幸他在7月底開始表現回溫，強拉尾盤的表現讓他整季的打擊率勉強來到2成07，但這仍是他生涯最差單季紀錄。
2024年，他的打擊率為2成01，不過他這次上演個人單季新高的32次盜壘成功。同年他獲得金手套獎，隨著隊友馬可·岡薩雷斯在休賽季被交易，摩爾也成為水手隊最資深的球員。

## 個人生活
摩爾目前已婚，並育有3名子女。
摩爾從小就是天使隊球迷，而他最愛的球員是大衛·艾克斯坦。

## 外部連結
- 球員資訊和成績在MLB ，ESPN ，Baseball Reference ，Baseball Reference (Minors) ，Fangraphs，The Baseball Cube （英文）
- 迪蘭·摩爾的X（前Twitter）
- 迪蘭·摩爾的Instagram帳戶
- 迪蘭·摩爾在台灣棒球維基館上的頁面（繁體中文）